# Маркос Соарес (яхтсмен)
Маркос Соарес (порт. Marcos Soares, 16 лютого 1961) — бразильський яхтсмен.
Олімпійський чемпіон 1980 року в класі 470.